# Désirée et Alain Frappier
Désirée et Alain Frappier sont un duo d'auteurs de romans graphiques, respectivement scénariste et dessinateur. Six romans graphiques sont à leur actif depuis 2012, mêlant histoire individuelle et histoire collective.

## Biographies
Désirée Frappier nait à Paris en 1959. Autodidacte, elle exerce plusieurs métiers (comédienne, costumière, animatrice d’ateliers d’écriture, journaliste) et travaille pour les Éditions du Cercle de la librairie, la Revue des bibliothèques et Livres-Hebdo avant de devenir scénariste.
Alain Frappier nait à Gafsa en Tunisie en 1952. Formé à l'École nationale supérieure des arts décoratifs ce peintre, graphiste, illustrateur travaille pour le CNDP, le ministère de la Reconstruction et de l'Urbanisme, la cinémathèque Robert-Lynen, Universal, les éditions Hatier, Hachette-Littérature, entre autres avant une orientation purement personnelle.
Leur travail s'appuie pour chaque roman graphique sur d'importantes recherches historiques et bibliographiques. Dans Dans l'ombre de Charonne, comme dans chacun de leurs romans graphiques, notamment leur trilogie chilienne, cette volonté de témoigner s'accompagne d'une vision propre des événements et d'une grande maîtrise des codes propres à la bande dessinée qui fait de cette œuvre un véritable « essai » en bande dessinée. Il a ainsi été souligné que cette bande dessinée se prête particulièrement bien à un usage pédagogique.

## Œuvres

### Pour la jeunesse
- La Grande Aventure de Laflotte, SAGEP, 2002. Brochure pédagogique sur le cycle de l'eau.
- Gaston leflocon, Actes Sud Junior, 2002. De son nuage gris et froid à sa rencontre avec la jolie gouttelette d'une pluie de printemps, Gaston Leflocon, avec humour et légèreté, invite les jeunes enfants à suivre le chemin de l'eau, à en découvrir les différents états. Conte écologique pour tout petits.

### Romans graphiques
- Dans l'ombre de Charonne, éditions du Mauconduit, 2012[5]. Préfacé par Benjamin Stora, ce récit est basé sur le témoignage de la sociologue Maryse Tripier[6]. L'ouvrage fait référence à l'affaire de la station de métro Charonne en 1962.Une édition identique de Dans l'ombre de Charonne, a été publiée en Algérie en octobre 2012, par les éditions Dalimen, mais intitulée L'âge de se faire tuer, et avec une couverture différente.
- La Vie sans mode d'emploi, putain d'années 80 !, éditions du Mauconduit, 2014[7].L'ouvrage décrit, à travers la vie de l'héroïne qui est en fait Désirée elle-même, la société française entre 1981 et 1986.

- Le Choix, éditions Steinkis, 2020[8],(édition originale en 2015) Le Choix, récit une nouvelle fois autobiographique, revient sur le combat de la légalisation de l'interruption volontaire de grossesse. Il rend notamment hommage à un certain nombre de femmes engagées dans ce combat à différents titres, telles que Monique Valentino, médecin à l'hôpital de Lilas à Paris, Anne Joubert, ex-militante du MLAC, Marie-Pierre Martinet, ancienne secrétaire générale du Planning Familial, ou encore Michèle Ferrand sociologue.

- Là où se termine la terre, éditions Steinkis 2017[9], L'action se déroule au Chili de 1948 à 1970 — année où  Allende arrive au pouvoir. On suit l'itinéraire de Pedro, fils de l'écrivain Guillermo Atias, dont la vie est étroitement mêlée aux évolutions de son pays. Ce dernier ouvrage reçoit un accueil très positif de la part de la presse spécialisée[10],[11] et généraliste[12]. Une traduction chilienne, "Donde se termina la tierra" a été publiée par les éditions Tiempo Robado en mai 2018 et une traduction pour l'Italie "Là dove finisce la terra", préfacée par Luis Sepúlveda, est sortie en février 2019.
- Le Temps des humbles, éditions Steinkis 2020.

L'histoire se déroule au Chili. Soledad a quinze ans, Ricardo 18. C'est elle qui raconte. Lui est membre du Mir, mouvement de la gauche révolutionnaire, elle est membre d'une fratrie de neuf frères et sœurs issue d'un couple de paysans pauvres. Ils se rencontrent en août 1970 sur le campamento Rigoberto Zamora. Il est responsable de la toma, une occupation illégale de terrain sur laquelle se sont installées 360 familles dans l'espoir d'obtenir une maison. Elle fait partie des sin-casa, 60 000 familles vivant sous des tentes de fortune dans la périphérie de Santiago. Ils se marieront, auront deux enfants, s'impliqueront jour après jour dans les espoirs et les luttes de l'Unité populaire, mettant tout en œuvre pour défendre ce bref interstice conquis par les humbles. Leur histoire d'amour, portée par l'enthousiasme des mille jours de la présidence de Salvador Allende, prendra tragiquement fin avec elle. Le célèbre romancier chilien Luis Sepúlveda, a présenté ainsi Le temps des humbles : « Plus qu’un roman graphique, cette œuvre de Désirée et Alain Frappier est une saga qui raconte les mille jours du gouvernement d’Unité populaire dirigé par Salvador Allende et de la volonté du peuple chilien de s’approprier son destin. » Une traduction chilienne, "El Tiempo de los humildes" a été publiée par les éditions LOM en septembre 2022.
- Et Que se taisent les vagues, éditions Steinkis 2024

Cet ouvrage vient terminer la trilogie chilienne que Désirée et Alain Frappier ont commencé en 2017. La quatrième de couverture de ce roman graphique présente le livre comme ceci : « Chili, 1973. Alerté par les discours conspirationnistes de leurs officiers, un groupe de jeunes marins se retrouve témoin des préparatifs du complot visant à destituer le gouvernement de l'Unité populaire. Sur fond de conscience de classes, le soutien au président nouvellement élu Salvador Allende gagne les troupes. La riposte s'organise. S’engage alors une véritable course contre la montre pour éviter le coup d'État du 11 septembre. Une lutte sociale héroïque et peu connue qui intervient à l’heure où décline la démocratie et se met en place une dictature. »

### Documentation
Sur Dans l'ombre de Charonne
- Alain et Désirée Frappier (entretien avec Laurence De Cock), « « Dans l’ombre de Charonne » ou les lumières d’une restitution graphique », Aggiornamento Histoire-géo,‎ 23 septembre 2012 (ISSN 1950-5477, lire en ligne).
- (en) Jennifer Howell, The Algerian War in French-language comics : postcolonial memory, history, and subjectivity, Lanham, Lexington Books, coll. « After the empire: the francophone world and postcolonial France », 2015, 222 p. (ISBN 978-1-4985-1606-8, lire en ligne), p. 49-51, 56-60 et 87-90.